# Reaktivkraft
Als Reaktivkraft wird die Kraft bezeichnet, die notwendig ist, um reaktive Bewegungen auszuführen. Ein Training der Reaktivkraft von Sportlern  wird auch als plyometrisches Training bezeichnet.

## Besonderheiten reaktiver Bewegungen
Reaktive Bewegungen zeichnen sich durch eine schnell nacheinander ablaufende, nachgebende (exzentrische) und anschließend überwindende (konzentrische) Arbeitsweise der Muskulatur aus. 
Während der exzentrischen Phase von reaktiven Bewegungen ist das tendo-muskuläre System in der Lage, in den seriell- und parallelelastischen Strukturen kinetische Energie zu speichern. In der sich anschließenden konzentrischen Phase kann die gespeicherte Energie freigegeben werden und es kommt zu einer Kraft- und Leistungszunahme im Vergleich zu einer konzentrischen Kontraktion ohne vorhergehende Exzentrik. Durch verstärkte Vorspannung, z. B. durch Tiefsprünge auf einer schiefen Ebene ist es möglich, eine noch größere Vorspannung und damit noch bessere Leistungen zu erzielen, da die Ferse tiefer als der Vorderfuß landet. Es wurde hierbei auch durch EMG-Messungen deutlich, dass dieser Leistungszuwachs nicht durch mehr Muskelkraft, sondern durch den Dehnungsreflex der Sehnen und des Bindegewebes sowie der neuromuskulären Koordination zustande kommt. In der Folge dieses Training sind dann noch bessere Sprungleistungen möglich. Im Hochsprung der Leichtathletik wurde dieser Effekt mit dem Katapultschuh genutzt, da hier beim Absprung der Vorderfuß jeweils deutlich gegenüber der Ferse erhöht war.

## Leistungsbestimmende Faktoren
Die Reaktivkraft hängt daher in erster Linie sowohl von neuro-muskulären Faktoren als auch von der Elastizität tendinöser Strukturen ab.
Grundlage für die gesteigerte Leistung bei reaktiven Bewegungen ist der Dehnungs-Verkürzungs-Zyklus, bei dem es zur Aktivierung von Muskelspindeln kommt.

## Beispiele
Bewegungsformen wie Sprünge, Sprints und Würfe besitzen in der Regel reaktiven Charakter.